# Jean-Baptiste Le Roy
Jean-Baptiste Le Roy, né le 15 août 1720 à Paris et mort dans cette même ville le 21 janvier 1800, est un physicien français.

## Biographie
Nommé en 1751 géomètre adjoint de l’Académie des sciences, Le Roy en fut pensionnaire en 1770.
Il inventa la première machine électrique positive et négative qui ait été employée.
Comme son frère, le médecin Charles Le Roy, il a collaboré à l’Encyclopédie de Diderot et D’Alembert, fournissant une centaine d’articles de mécanique.

## Sources
- Pierre Larousse, Grand Dictionnaire universel du XIXe siècle, t. 10, Paris, Administration du grand Dictionnaire universel, p. 399.